# Microloxia leprosa
Microloxia leprosa är en fjärilsart som beskrevs av George Francis Hampson 1893. Microloxia leprosa ingår i släktet Microloxia och familjen mätare. Inga underarter finns listade i Catalogue of Life.